# 유패 (창양후)
유패(劉霸, ? ~ ?)는 전한 말기의 제후로, 사수여왕의 아들이다.

## 행적
영시 4년(기원전 13년), 창양후(昌陽侯)에 봉해졌다.
창양후 패 21년(8년), 전한이 멸망하여 작위가 박탈되었다.

## 출전
- 반고, 《한서》 권15하 왕자후표 下

| 선대 (첫 봉건) | 전한의 창양후 기원전 13년 5월 무신일 ~ 기원후 8년 | 후대 (전한 멸망) |